# On Kosmo
On Kosmo è il terzo album di Sonique pubblicato nel 2004.

## Tracce
1. Why – 3:18
2. Thank You – 6:47
3. Sleezy – 3:37
4. Save Myself – 3:37
5. Over – 4:23
6. My Dream – 3:42
7. I Don't Even Know – 3:43
8. Take You For a Ride – 5:20
9. I Can't wait – 4:09
10. Another World – 3:44
11. Another Moment – 4:45
12. Alone – 3:41
13. Another World (Video Edit) Bonus – 3:41
14. Alive (Benny Benassi Straction club mix) Bonus – 5:29
15. Another World (Matthew Bradley pres. Mashtronic remix) Bonus – 7:37
16. Why (Tube&Berger Remix) Bonus – 5:53
17. Why (Kean Sanders remix) Bonus – 5:13